# Ivan (Band)
Ivan ist eine 2015 gegründete Gothic-Metal- und Funeral-Doom-Band.

## Geschichte
Schlagzeuger und Sänger Brod Wellington und Gitarrist und Sänger Joseph Pap gründeten Ivan 2015. Die beiden kannten sich aus Jugendtagen, hatten als Teenager ein gemeinsames Musikprojekt, dass von den Musikern als schlecht beurteilt wurde. Beide trafen sich Jahre später zufällig erneut und beschlossen erneut gemeinsam zu musizieren. Den Bandnamen wählten Pap und Wellington bewusst um assoziativen Zuordnungen zu einem Genre vorzubeugen. Die Band trat nicht Live in Erscheinung und veröffentlichte die ersten Jahre zwei Studioalben und eine EP im Selbstverlag. Das dritte Studioalbum Memory erschien 2018 in Kooperation mit dem russischen Death- und Funeral-Doom-Label Solitude Productions. Es erlangte internationale Resonanz und wurde als gute und eigenständige Veröffentlichung beurteilt. Insbesondere der prominente Einsatz der Violine wurde lobend hervorgehoben. Lediglich Eli Elliott bemängelte das Album als durchschnittliche Veröffentlichung der es noch an Konsistenz mangele und er sich an das Album jenseits der gelungenen Gestaltung nicht erinnern würde, attestierte dem Duo dennoch das Potential zu besonders gelungenen Veröffentlichungen. Zwei Jahre nach Memory folgte mit Silver Screens ein weiteres Album über Solitude Productions, das erneut internationale Rezeption erfuhr. für Angry Metal Guy lobte ‚Cherd of Doom‘ Silver Screens als „eines der besten Alben des Jahres 2020“. Auch ‚Islander‘ von No Clean Singing lobte das Album als eine seiner „favorisierten Entdeckungen des Jahres“. Ähnlich urteilte Peter Morsellino für Antichrist Magazine.

## Stil
Die Musik von Ivan wird als Funeral Doom und Death Doom kategorisiert. Zum Vergleich wird für Doom-Metal.com auf das Frühwerk der Gothic-Metal-Band My Dying Bride verwiesen. Als Einflüsse verweisen Wellington und Pap auf eine Vielzahl unterschiedlicher Interpreten wie Shape of Despair, Frank Zappa, Corrupted, Vampillia, Joe Hisaishi, Ryuichi Sakamoto, Nujabes, Django Reinhardt, David Bowie, David Sylvian, Kamasi Washington and Joji, Be’lakor, Mournful Congregation sowie King Gizzard & the Lizard Wizard. Die Gruppe wird als Riff-lastig, bis in den Drone Doom reichend, wahrgenommen. Der Gesang ist vornehmlich ein gutturales Growling. Die Gruppe pflegte mehrere ruhige Zwischenspiele ein. Ein ausladender Einsatz einer Violine gilt derweil als dominantes Merkmal der Musik.

## Diskografie
- 2016: Aeons Collapse (Album, Selbstverlag)
- 2017: Reflection (EP, Selbstverlag)
- 2017: Strewn Across Stars (Album, Selbstverlag)
- 2018: Memory (Album, Solitude Productions)
- 2020: Silver Screens (Album, Solitude Productions)